# Oxyna albipila
Oxyna albipila är en tvåvingeart som beskrevs av Friedrich Hermann Loew 1869. Oxyna albipila ingår i släktet Oxyna och familjen borrflugor. Inga underarter finns listade i Catalogue of Life.